# Tjugonde partikongressen
Den tjugonde partikongressen i Sovjetunionens kommunistiska parti hölls den 14–26 februari 1956 i Moskva. Den innebar ett fördömande av Josef Stalins styre ("avstaliniseringen"), sedan denne dött 1953.
Kongressen har också kallats den "hemliga partikongressen", eftersom Nikita Chrusjtjovs tal, "Om personkulten och dess konsekvenser", inte blev offentligt förrän långt senare. I talet som hölls i februari 1956 fördömde Chrusjtjov Stalin och den personkult som hade utvecklats kring honom. Vidare fördömde Chrusjtjov i sitt tal Stalins utrensningar under 1930-talet och antydde att denne låg bakom mordet på den populäre partichefen i Leningrad, Sergej Kirov, 1934 vilket utlöste "den stora utrensningen".
Sovjetunionens kommunistiska partis tjugonde partikongress ledde så småningom till ett töväder inom östblocket och väckte förhoppningar i bland annat Ungern och Polen om en friare ställning för dessa så kallade satellitstater. Det utmynnade så småningom i Ungernrevolten hösten 1956. Inom Sovjetunionen innebar förändringen efter den tjugonde partikongressen att många av de människor, som under Stalintiden hade dömts till långa fängelsestraff för i många fall påhittade brott, rehabiliterades. Det allmänt sett liberala klimatet i Sovjetunionen under Chrusjtjovs tid ledde även till att författare såsom Alexander Solsjenitsyn kunde publicera berättelsen En dag i Ivan Denisovitjs liv, som första gången publicerades i tidskriften Novy Mir.